# Batalha de Bréscia
A Batalha de Bréscia ou Bríxia (em latim: Brixia) foi um confronto travado no verão de 312, durante a Guerra Civil entre os imperadores romanos Constantino, o Grande (r. 306–337) e Magêncio (r. 306–312). Magêncio naquele ano havia declarado guerra a Constantino sob alegação de pretender vingar a morte de seu pai Maximiano (r. 285-308; 310) que suicidara-se após ser derrotado por ele. Constantino responderia com uma invasão maciça à Itália.
A batalha de Bréscia ocorre no rescaldo da batalha de Augusta dos Taurinos (atual Turim), na qual Constantino foi capaz de aniquilar um exército de cavalaria pesada estacionado em meio ao percurso para Roma de modo a impedir o avanço do exército invasor. Em Bréscia, tal como nas batalhas que ocorreram antes e que ainda estavam por ocorrer, Constantino pôde marcar outra importante vitória contra seu rival imperial, o que abriu caminho para sua penúltima batalha nas imediações de Verona.

## Antecedentes
Desde 293, o Império Romano está dividido em duas metades, cada qual governada por um augusto (imperador sênior) e um césar (imperador júnior). Em 306, o augusto do Ocidente Constâncio Cloro (r. 293–306) falece em Eboraco (atual Iorque, Inglaterra) e seus soldados elevam seu filho Constantino, o Grande (r. 306–337) como seu sucessor. O Augusto do Oriente Galério (r. 293–311), no entanto, eleva Valério Severo (r. 305–307) à posição de Augusto, pois pelas prerrogativas do sistema tetrárquico vigente, sendo ele o césar ocidental, deveria suceder o augusto morto. Após algumas discussões diplomáticas, Galério demoveu Constantino para a posição de césar, o que ele aceitou, permitindo assim que Severo assumisse sua posição.
Magêncio (r. 306–312), filho de Maximiano (r. 285-305; 310), o Augusto antecessor de Constâncio Cloro, com inveja da posição de Constantino, declara-se imperador na Itália com o título de príncipe e chama seu pai da aposentadoria para co-governar consigo. Por 307, ambos sofrem invasões de Valério Severo, que é derrotado e morto, e Galério, que decide retirar-se. Em 308, na Conferência de Carnunto convocada por Galério, o oficial Licínio (r. 308–324) foi nomeado augusto do Ocidente e deveria, portanto, lidar com o usurpador, porém nada fez. No mesmo ano, em algum momento antes da conferência, Maximiano tentara depor seu filho num fracassado plano, o que forçou-o a fugir para a corte de Constantino na Gália.
Em 310, contudo, Maximiano também tentaria depôr Constantino, mas seria derrotado e forçado a suicidar-se. No ano seguinte, Magêncio, conclamando vingança pela morte de seu pai, declara guerra a Constantino, que responde com uma invasão à Itália do Norte com 40 000 soldados; Zósimo alega que o exército invasor era de 90 000 infantes e 8 000 cavaleiros provenientes de germânicos e celtas subjugados e de parte do exército estacionado na Britânia. Após o cerco de Segúsio (atual Susa), Constantino dirige-se para o interior e depara-se com uma força de Magêncio acampada nas imediações de Augusta dos Taurinos (atual Turim). Ele derrota a nova ameaça e então dirige-se para Mediolano (atual Milão), que lhe abre as portas. Ele permaneceu na cidade até meados do verão e então prossegue marcha.

## Batalha e rescaldo
Por esta época Magêncio havia nomeado Rurício Pompeiano como prefeito pretoriano e ele havia escolhido Verona como sua base de operações. Ciente da aproximação de Constantino, Rurício enviou um contingente de tamanho desconhecido forçado exclusivamente por cavaleiros se dirigisse para oeste para bloquear a passagem do exército invasor. Constantino, ao perceber que seu caminho estava obstruído, ordenou que sua própria cavalaria seguisse adiante e atacasse o inimigo. A batalha teria durado pouco tempo, com os cavaleiros constantinianos conseguindo sobrepujar seus adversários, que viram sua formação desintegrar-se e foram obrigados a regressar à Verona.
Com esta nova vitória, o caminho para a base do exército de Magêncio estava aberta, e Constantino aproveitou-se da oportunidade para dirigir-se rapidamente para lá. Ali ele travaria uma nova batalha com um grande contingente inimigo liderado por Rurício Pompeiano e marcaria sua penúltima vitória em sua campanha bem-sucedida através da Itália. Dali ele marcharia para Roma para confrontar Magêncio diretamente.